# Geschichte Kasachstans

Flagge Kasachstans

Die Geschichte Kasachstans umfasst die Entwicklungen auf dem Gebiet der Republik Kasachstan von der Urgeschichte bis zur Gegenwart. Sie teilt an vielen Stellen die Geschichte Zentralasiens.
Die Kasachen selbst formierten sich erstmals Mitte des 15. Jahrhunderts als ein Volk. In ihrer Geschichte mussten sich  die Kasachen mehrmals der Fremdherrschaft benachbarter Völker unterwerfen. Seit Mitte des 18. Jahrhunderts war Kasachstan Teil des russischen Einflussgebietes und gehörte später zur Sowjetunion, bis es am 16. Dezember 1991 die Unabhängigkeit erlangte.

## Namensbedeutung

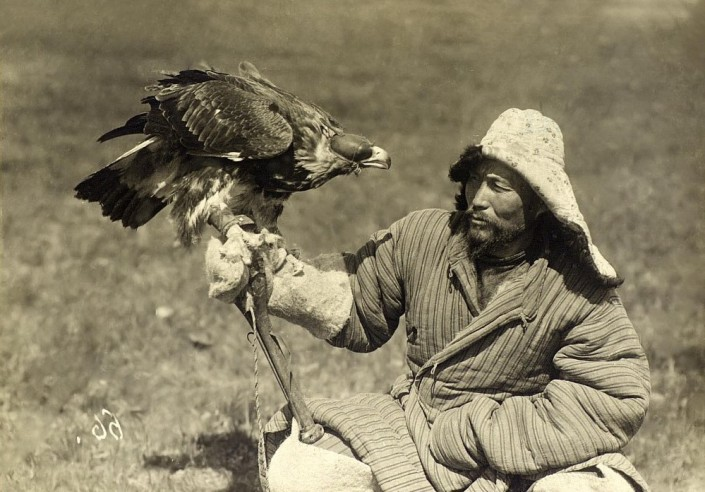
Kasache mit Adler (19. Jhdt.)

Kasachstan bedeutet Land der Kasachen. Die Endung -stan hat einen indoiranischen bzw. indogermanischen Ursprung und bedeutet allgemein Ort, Heimat.

## Ur- und Frühgeschichte
Bereits aus der Altsteinzeit liegen archäologische Funde aus Kasachstan vor. Sowohl Werkzeuge als auch Abfallprodukte von ihrer Herstellung aus lokalen Kieselgesteinen finden sich in großer Zahl auf den riesigen Landflächen in Süd- und Zentralkasachstan sowie auf der Halbinsel Mangyschlak – Belege für den Aufenthalt des Homo erectus vor circa einer Million Jahren in dieser Region.
Für die Zeit von etwa 9600 v. Chr. lässt sich der Übergang von der letzten Kaltzeit zur bis heute andauernden „Warmzeit“ (dem Holozän) beobachten. In manchen Regionen lässt sich bisher für die Kaltzeit keine Besiedlung (z. B. im nördlichen Balchaschseegebiet) nachweisen; in anderen zeitigt der Beginn der Warmzeit einen beschleunigten technischen Fortschritt der Werkzeugsherstellung und den Übergang zum Mesolithikum (Mangyschlak, Ostkasachstan) an. Mancherorts setzen sich jedoch auch nur paläolithische Traditionen bis zur Mitte des Holozäns fort.
Die letzte Phase der Steinzeit und zugleich der Beginn produzierender, bäuerlicher Kulturen – das Neolithikum – ist durch die wesentliche Verbesserung der Steinwerkzeugsherstellungstechnik und weit verbreitete Verwendung von Keramik gekennzeichnet. Im Neolithikum treten folgende Kulturen auf: Im Norden, im Gebiet des Flusses Ischim und im nordöstlichen Teil der kasachischen Schwelle, die Atbasar-Kultur (Winogradow II, X, XIV, Telschana I, X, Zhabai-Pokrovka III); im Norden von 3700-3000 v. Chr. die Botai-Kultur; im südwestlichen Raum die Kelteminar-Kultur mit der Saksaul-, Akespe-, Schatpakol-, Kulsary-, Koikara-, Sarykamis- und Schaiandy-Gruppe; die Machandzhar-Kultur im flachen Talkessel Turgai (Machandzhar, Salzsee-2, Amangeldy). Die Botai-Kultur ist eng mit der frühesten Pferdedomestizierung verbunden. Die Übergangsphase vom Neolithikum zur Bronzezeit wird hier als Äneolithikum bezeichnet. Das ist die Zeit, als der Mensch Kupfer zu gewinnen lernte.
Für die Zeit zwischen ca. 2300 bis 1000 v. Chr. lässt sich auch in der Steppen- und Waldsteppenzone von Kasachstan die nach einer Siedlungsfundstelle bei dem Dorf Andronowo am Jenissei benannte bronzezeitliche Andronowo-Kultur nachweisen. Sie ist durch Intensivierung der Rohstoffgewinnung – vor allem Kupfer – gekennzeichnet. In der Spätbronzezeit gab es hier die Amirabad-Kultur, die von zahlreichen Siedlungen, aber auch von Nekropolen (z. B. Tagisken) bekannt ist.
Im ersten Viertel des ersten vorchristlichen Jahrtausends entstanden die altiranischen Stämme der Saken bzw. der Skythen. Sie lebten auf dem Territorium Kasachstans vom 6.–3. Jh. v. Chr. und sind durch diverse reich ausgestattete Grabanlagen wie z. B. der Kurgan 4 von Eleke Sazy belegt. Sie gründeten ihren ersten Staat, dessen Zentrum sich im Siebenstromland in Südkasachstan befand. Fälschlicherweise wurden die Saken in Forschungsarbeiten lange Zeit als Indoiraner dargestellt.
An Stelle der Saken traten Ende des 3. Jh. n. Chr. ihre genetischen Nachfolger, die Uysunen (Üjsin, auch Wusun genannt). Insbesondere im Süden Kasachstans wechselten in der Folgezeit die Herrschaften: Die Iranischen Hunnen und die Xiongnu, im 5. und 6. Jahrhundert die Hephthaliten und die Rouran.
Im 7. Jahrhundert kamen Turkvölker aus dem Altai nach Kasachstan – um 600 war fast ganz Kasachstan Teil des Ersten Türk-Kaganats, danach herrschten hier die Türgesch, die Karluken im 8. Jahrhundert, die Oghusen und die Kimek im 8.–10. Jahrhundert. Im 11. und 12. Jahrhundert beherrschten die Karachaniden den Süden Kasachstans.
Im 12. Jahrhundert gehörte der Süden Kasachstans Teil zum Reich der Kara Kitai. Ab 1219 war Kasachstan Teil des mongolischen Reiches Dschingis Khans. Bald wurde es auf mehrere Teilreiche aufgeteilt (vgl. hierzu: Weiße Horde, Orda-Horde, Tschagatai-Khanat und Nogaier-Horde).

## Der Weg zur Nation

Flagge, die offiziell genutzt wird, um Kasachen-Khanates zu symbolisieren

Das Volk der „Kasachen“ formierte sich um 1450 als Abspaltung von dem gerade erst gegründeten Usbeken-Khanat. Abu'l-Chair hatte um 1430 die Usbeken vereinigt, versuchte aber den Nomaden eine straffe staatliche Ordnung aufzudrängen. Daraufhin fielen die Prinzen Jani Beg und Karai von ihm ab und begründeten das Kasachen-Khanat. 1468 besiegten und töteten sie Abu'l-Chair Khan und breiteten sich über sein einstiges Reich aus.
Anfangs kannten die Kasachen kaum staatliche Ordnung. Der Islam übte nur eine oberflächliche Wirkung aus, die praktische Macht lag bei den Klans, die entweder den Khan unterstützten oder auch nicht. Aufgrund dessen zerfiel nach dem Tod von Jani Begs Sohn Qazim Khan 1518 die Einheit der Kasachen. Das Volk teilte sich nun in drei verfeindete Horden, die erst von Qazims Sohn Haqq Nazar 1538 wiedervereinigt wurden.

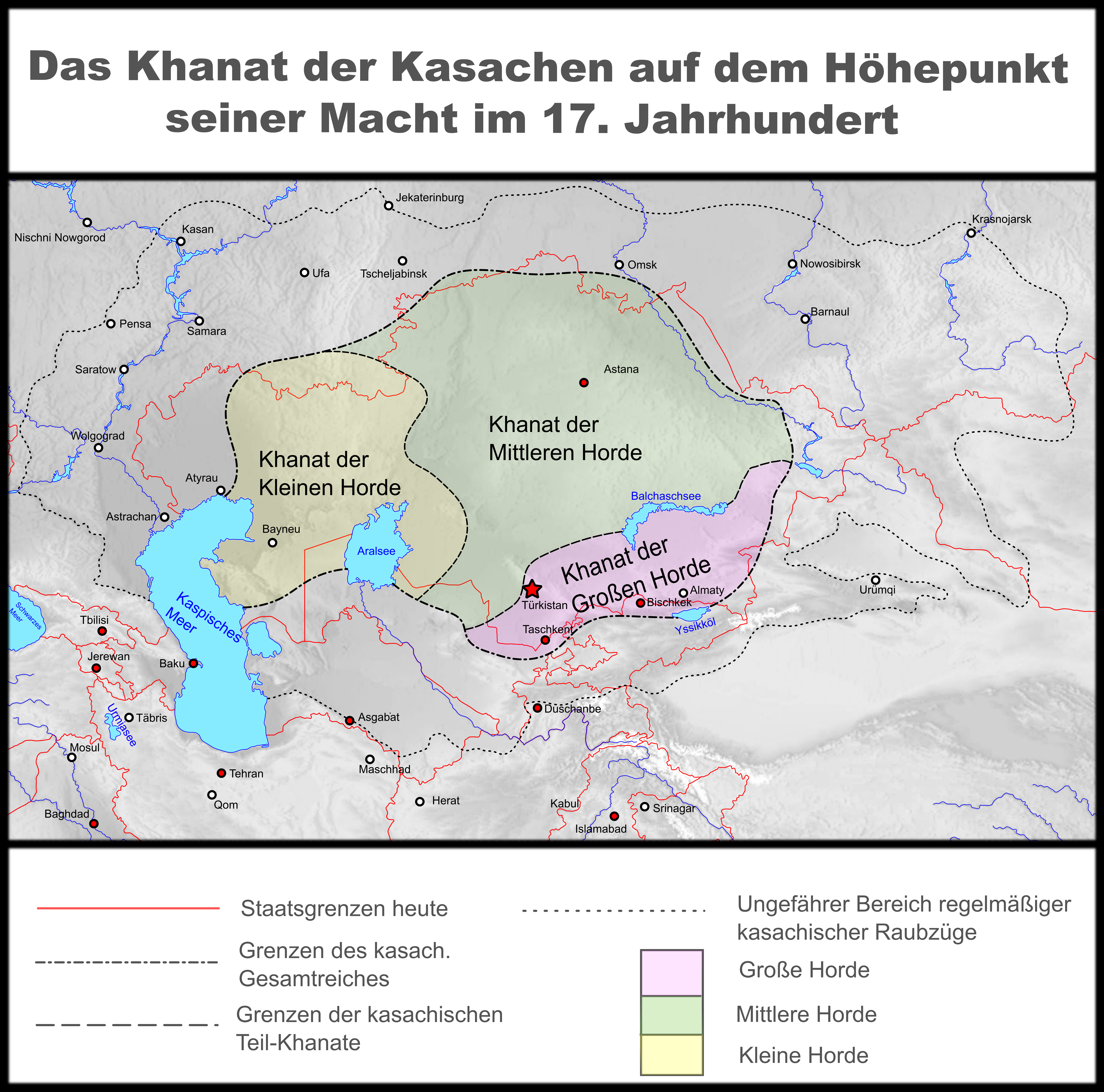
Das kasachische Khanat mit dem Gebiet
der Kleinen Horde
der Mittleren Horde
der Großen Horde

Tauke (Tyawka, 1680–1718), der letzte Herrscher der vereinten Kasachen führte ein geschriebenes Gesetz (Scheti Scharghy) ein. Er hatte Repräsentanten in allen drei Horden, empfing Botschafter der Russen (1694) und musste sich mehrfach mit den Oiraten (Dschungaren) auseinandersetzen (1698). Nach seinem Tod lösten sich die Kasachenstämme wieder in die drei oben genannten Horden auf. Mit der Niederlage der Kasachen gegen das Dsungarische Khanat 1718 am Fluss Ajagus (am Balchaschsee) begann die Zeit des „Großen Unglücks“, d. h. der ständigen Angriffe der Oiraten, die bis in die 1740er Jahre anhielten.
Um dem Druck der Oiraten zu entgehen, taten die Kasachen zweierlei: Zum einen kam es 1728 zu einer vorübergehenden Wiedervereinigung. Zum zweiten unterwarfen sich die drei Horden zwischen 1731 und 1742 nacheinander dem Russischen Kaiserreich, so dass die Russen vergleichsweise friedlich ihr Einflussgebiet erweitern und durch Forts sichern konnten.

## Russische Oberhoheit
1801 versuchte der Borjigin Buqai Khan die Macht der Kasachen zu erneuern und rief 1812 erneut das Khanat aus.
Nach dem Scheitern Napoleons im Russlandfeldzug 1812 hatten die Russen Ruhe an ihrer Westfront.
Im Rat der Verbündeten spielte Kaiser Alexander I. (1801–1825) neben Metternich die bedeutendste Rolle. Er bewirkte die Restauration der Bourbonen und die Schonung Frankreichs im ersten Pariser Frieden. 1815 wurde Alexander I. in Europa als „Retter Europas“ gefeiert; er bestimmte beim Wiener Kongress maßgeblich die Neuordnung Europas mit.
Buqai Khan musste sich letztendlich den Russen beugen – das Kasachen-Khanat ging 1822 unter; zwischen 1865 und 1868 mussten sich auch die letzten Kasachen den Russen unterwerfen.

## Sowjetunion

Gebiet Kasachstans in der Sowjetunion

1917/19 bestand auf dem Gebiet des späteren Kasachstan die Herrschaft der Alasch Orda, die versuchte, einen muslimischen Stammesstaat aufzubauen und damit in Gegensatz zu den Kommunisten trat.
1918 wurde die kommunistische Macht etabliert. Im Russischen Bürgerkrieg war der Westen und Norden des Landes betroffen. Nach der Gründung der Sowjetunion existierte eine Autonome Sowjetrepublik mit der Hauptstadt Orenburg (heute auf russischem Gebiet).
Die Bevölkerung Kasachstans litt von 1928 bis 1933 unter einer beispiellosen Agrarkrise, Folge der gewaltsamen und in der gesamten Sowjetunion durchgeführten Zwangskollektivierung, Entkulakisierung sowie der erzwungenen Sesshaftmachung der nomadischen Bevölkerung. Die soziale und ökonomische Lage war gekennzeichnet durch massenhafte Enteignungen, Massendeportationen, Massenflucht und weit verbreiteten Unruhen. Die Hungerkatastrophe kostete zirka 1,3 bis 1,5 Millionen Menschenleben. Das entsprach einem Anteil von „mehr als 30 Prozent der ethnisch kasachischen Bevölkerung“.
1936 wurde die Kasachische Sozialistische Sowjetrepublik mit der Hauptstadt Alma-Ata eingerichtet.
In der Stalinzeit diente Kasachstan als Ansiedlungsgebiet für vertriebene Volksgruppen aus dem europäischen Teil der UdSSR (z. B. Russlanddeutsche, Krimtataren).
Die Sowjetrepublik Kasachstan hat auch eine wichtige Funktion im Atomwaffenprogramm der Sowjetunion.
Die Sowjetunion testete hier von 1949 bis 1989 Atomwaffen, überwiegend für militärische Zwecke. Hauptschwerpunkt dieser Tests war das Atomwaffentestgelände Semipalatinsk (Семипалатинский испытательный полигон) im Nordosten des Landes. Insgesamt wurden dort fast 500 Atombombentests durchgeführt. Bis 1962 fanden die Explosionen in der Atmosphäre oder am Boden statt. Ab 1963 verlegte man sich auf unterirdische Tests in Stollen und Bohrlöchern.
Die Scheltoksan-Unruhen vom Dezember 1986 waren ein erstes Anzeichen der Unabhängigkeit Kasachstans und des Auseinanderfallens der Sowjetunion.

## Unabhängigkeit
Zur neueren Geschichte siehe auch den Abschnitt Geschichte im Artikel Kasachstan.

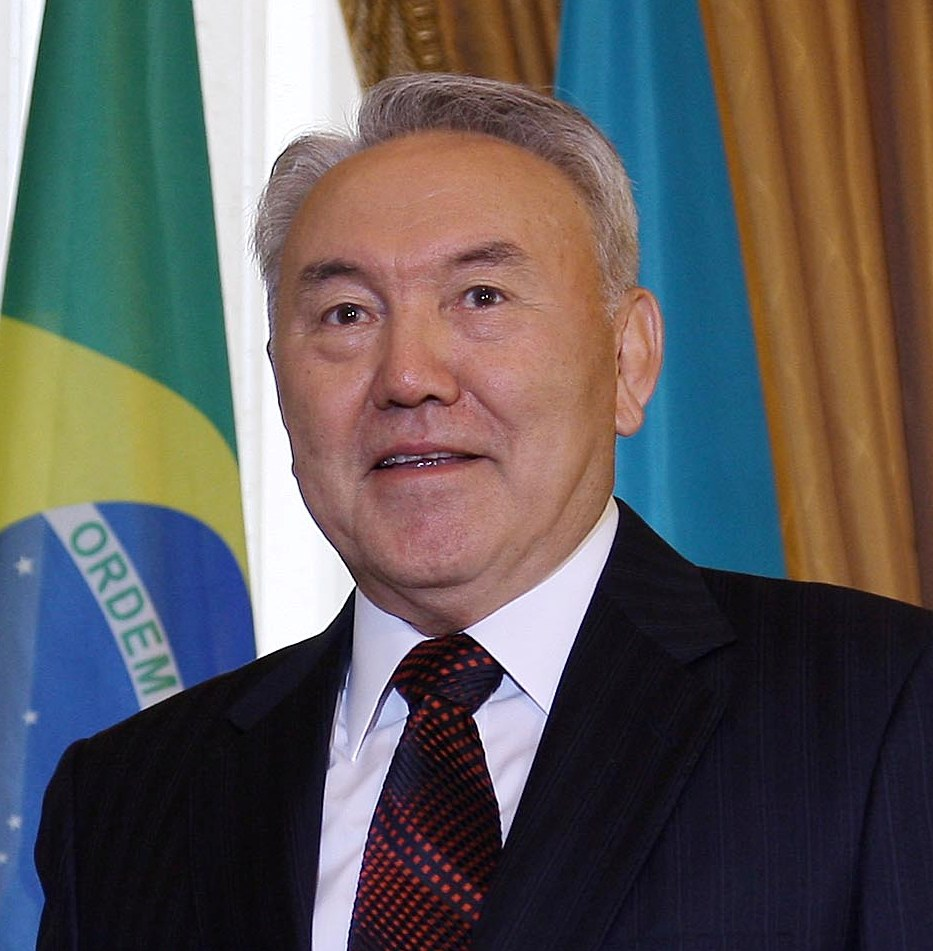
Nursultan Nasarbajew, Präsident Kasachstans zwischen 1991 und 2019

Am 24. April 1990 wählte das kasachische Parlament (der Oberste Sowjet) Nursultan Nasarbajew, den Vorsitzenden des Ministerrats der Kasachischen Sowjetrepublik, zum Präsidenten. Kasachstan erklärte seine Souveränität innerhalb der UdSSR am 25. Oktober 1990. Nursultan Nasarbajew wurde zum Staatsoberhaupt ernannt.
Am 1. Dezember 1991 wurde Nasarbajew bei der ersten direkten Präsidentschaftswahl als Präsident der unabhängigen Republik Kasachstan bestätigt und am 16. Dezember 1991 trat die Unabhängigkeit Kasachstans in Kraft. Kasachisch wurde Amtssprache, die Hauptstadt Alma-Ata hieß ab sofort Almaty, der 16. Dezember wurde Nationalfeiertag.
Kasachstan schloss sich bei einem Treffen am 21. Dezember 1991 in Almaty zusammen mit sieben weiteren ehemaligen Sowjetrepubliken der Gemeinschaft unabhängiger Staaten (GUS) an. Am 15. Mai 1992 unterzeichnen Nasarbajew und der russische Präsident Boris Jelzin einen russisch-kasachischen Freundschafts- und Zusammenarbeitsvertrag, der insbesondere die Unantastbarkeit der gemeinsamen Grenze hervorhebt.
Im Dezember 1993 beschloss der nach wie vor amtierende Oberste Sowjet die Selbstauflösung und Neuwahlen für 1994.
Bei der ersten freien Parlamentswahl am 7. März 1994 gewannen die den Präsidenten unterstützenden Parteien eine absolute Mehrheit der Stimmen und Sitze.
Internationale Wahlbeobachter bezeichneten die Wahlen insgesamt als unfair. Am 8. März 1995 erklärte das Verfassungsgericht diese Wahlen für ungültig. Nasarbajew löste am 28. März 1995 Regierung und Parlament auf. In einem Referendum am 29. April 1995 stimmte die kasachische Bevölkerung mit über 95 Prozent der Stimmen für die Verlängerung der Amtszeit von Nasarbajew bis Ende 2000.
In einem weiteren Referendum am 30. August 1995 nahmen die Kasachen mit knapp 90 Prozent der Stimmen eine neue Verfassung an. Die Opposition warf der Regierung Wahlfälschung vor. Die neue Kasachische Verfassung trat am 5. September 1995 in Kraft. Sie beschneidet die Befugnisse des Parlaments zugunsten des Präsidenten.
Am 15. September 1995 wurde die Hauptstadt von Almaty ins etwa 800 km nordwestlich gelegene Akmola verlegt. Die Verlegung erfolgte auf Betreiben Nasarbajews, der damit offenbar eventuellen sezessionistischen Bestrebungen des vor allem russisch besiedelten Nordens entgegenwirken wollte. Außerdem sollte die Errichtung einer neuen Hauptstadt „sinnstiftend“ für die Nation wirken. Regierungssitz blieb vorerst Almaty. Regierung und Parlament zogen am 9. Dezember 1997 von Almaty nach Akmola um. Am Tag darauf wurde Akmola endgültig als offizielle Hauptstadt proklamiert und am 6. Mai 1998 in Astana („Hauptstadt“; von 2019 bis 2022 Nur-Sultan) umbenannt.
Ende 2011 kamen bei Krawallen um einen Erdölarbeiter-Streik in Schanaosen durch massiven Gewalteinsatz der Behörden 12 Menschen ums Leben. Wegen angeblicher Umsturzpläne wurden zudem mehrjährige Haftstrafen gegen Arbeiter und Aktivisten verhängt. 2011/12 kam es zu mehreren Gewaltakten mit insgesamt 70 Toten, welche die Regierung als Terroranschläge qualifizierte. 2016 griffen in Aktobe bewaffnete Gruppen zwei Waffengeschäfte und eine Militärbasis an. Die Regierung bezeichnete die Täter, welche sich als „Befreiungsarmee Kasachstan“ bezeichneten, als islamistische Extremisten, offiziell kamen 18 Menschen ums Leben.